# 정보철학
정보철학(영어: philosophy of information, PI)은 컴퓨터 과학 , 정보 과학 및 정보 기술에 관련된 주제를 연구하는 철학의 한 분야이다. 정보의 개념적인 성격과 기본원칙, 정보의 동학, 활용과 과학을 포함하는 비판적 연구와 더불어 철학적 문제에 대한 정보 이론 및 계산 방법론의 정교화 및 적용을 포함하고 있다. 1990년대 루치아노 플로리디에 의해 만들어진 용어이다. 그는 정보철학을 ‘사물의 제일의 모든 원인과 제일의 모든 원리를 취급하는 철학’인 제일철학(第一哲學, Philosophia Prima)으로 정의하였다.
다음을 포함한다 :
1. 정보의 역동성, 이용, 과학과 정보의 개념적 본질 및 기본 원칙에 대한 비평적인 탐구
2. 철학 문제에 대한 정보 이론(information-theoretic) 및 계산 방법론(computational methodologies)의 정교화 및 적용[1]

## 역사
정보철학은 인공지능 철학(philosophy of artificial intelligence), 정보논리학(logic of information), 사이버네틱스(cybernetics), 사회이론(social theory), 윤리(ethics) 그리고 언어와 정보의 연구와 관련이 있다.

### 인공지능 철학(philosophy of artificial intelligence)
인공지능 철학은 다음과 같은 질문에 대한 대답을 얻으려는 한다.
- 기계가 지능적으로 행동할 수 있을까?
- 인간의 지능과 기계의 지능은 같은 것인가?
- 기계가 인간이 가질 수 있는 같은 방법인 마음, 심적상태, 의식을 가질 수 있을까?

### 정보 논리학
정보논리학

### 사이버네틱스(Cybernetics)
그레고리 베이트슨(Gregory Bateson)

### 언어와 정보의 연구(Study of language and information)
Fred Dretske, Jon Barwise, Brian Cantwell Smith, 등의 사람들이 주장한 분야이다.

### P.I.
가장 최근에는 정보철학이라고 알려진 이 영역이 있다.

## "정보(information)"의 정의
정보의 개념은 여러 이론가들에 의해서 정의되었다.

### Peirce
Charles S. Peirce의 정보이론은

### Shannon and Weaver
Claude E. Shannon

### 베리트슨(Bateson)
그레고리 베이트슨(Gregory Bateson)은 정보를 "하나의 차이를 만드는 차이"라고 정의하였다. 그것은 도날드 맥케이(Donald M. MacKay)의 "정보는 차이를 구별하는 것이다."라는 주장에 근거를 두고 있다.

### 플로리디(Floridi)
루시아노 플로리디(Luciano Floridi)에 따르면 정보는 4가지 종류의 상호 양립할 수 있는 현상(mutually compatible phenomena)이 공통적으로 관련되어 있다. :
- 무엇인가에 관한(about) 정보 (예를 들면 기차 시간표)

- 무엇인가 로서(as)의 정보 (예를 들면 DNA또는 지문)
- 무엇인가를 위한 (for) 정보 (예를 들면 알고리즘이나 명령(instructions))
- 무엇인가의 안(in) 정보 (예를 들면 패턴이나 제약조건)

"정보"라는 단어는 은유적 또는 너무 추상적으로 사용되어 그 의미가 불분명하다.

## 같이 보기
- 복잡계
- 정보 격차
- 디지털 물리학
- 게임 이론
- 정보의 자유
- 정보
- 정보 윤리
- 정보 이론
- 인공지능 철학
- 기술철학
- 관계적 양자 역학
- 통계역학
- 루치아노 플로리디